# 신동초등학교 (춘천시)
신동초등학교는 대한민국 강원특별자치도 춘천시 우두동에 있는 공립 초등학교이다.

## 학교 연혁
- 1939년 9월 1일 신동공립심상소학교 개교(설립인가 6월 6일)(마산리)
- 1941년 4월 1일 신동공립국민학교로 개칭
- 1950년 6월 25일 6.25 동란으로 교사 전소
- 1983년 3월 10일 병설유치원 개원
- 1996년 3월 1일 신동초등학교로 개칭
- 2013년 10월 15일 정구장 인조잔디구장으로 변경 개장
- 2022년 12월 30일 제78회 졸업식(46명, 누계 6772명)
- 2023년 3월 2일 입학식(5학급, 87명)
- 2023년 12월 29일 제79회 졸업식(66명, 누계 6838명)
- 2024년 9월 1일 춘천시 우두로 100으로 이전
- 2024년 9월 1일 제39대 이순옥 교장 부임

## 학교 위치
- ~ 2024년 8월 31일 : 영서로 3116 (신동 894-1)
- 2024년 9월 1일 ~ : 우두로 100 (우두동 1084)

## 학교 상징
- 교화 (장미)
- 교목 (전나무)

## 참고 자료
- 신동초등학교 - 한국교육학술정보원 학교알리미